# Nekrolog 1793
Nekrolog
◄◄
| ◄
| 1789
| 1790
| 1791
| 1792
| 1793 | 1794 | 1795 | 1796 | 1797 | ► | ►►
Weitere Ereignisse | Allgemeiner Nekrolog 1793
Die Beschreibung der verstorbenen Person sollte so kurz wie möglich gehalten sein und nur deren signifikante Tätigkeit(en) enthalten.
Neue Namen ggf. auch unter dem Geburts- und Sterbedatum, also etwa unter 1. Januar und im Geburts- und Sterbejahr (2024) eintragen (nur bei entsprechender großer Wichtigkeit). Für Beispiele siehe die schon vorhandenen Artikel.
Außerdem über die fünf zuletzt Verstorbenen, zu denen es einen ausreichend guten Artikel für eine Präsentation auf der Hauptseite gibt, nach der todesbedingten Überarbeitung der Artikel ggf. auch unter Wikipedia Diskussion:Hauptseite informieren und sie am besten auch in den anderen Wikipedia-Sprachversionen eintragen. Tipp: Regelmäßig bei news.google.de nach „ist tot“, „gestorben“ oder „verstorben“ suchen.
Wenn eine Person gestorben ist, gibt es viele Seiten zu dieser Person in der Wikipedia, die davon auch betroffen sind und entsprechend aktualisiert werden müssen. Beispiele: Namenübersichtsseite, Geburtsjahr, Geburtsort-Seiten und viele mehr.
Wie finde ich die betroffenen Seiten?
Im Suchfeld auf der linken Seite gibt man den Suchbegriff so ein: „Vorname Nachname“. Dann klickt man auf Volltext und alle Seiten mit entsprechendem Suchtext werden aufgerufen. Hier sieht man dann schnell, wo auch das Todesjahr Sinn macht oder sogar ein Teil des Artikels angepasst werden muss. Auch hilft das „Werkzeug“ auf der linken Seite sehr gut, um solche Seiten aufzufinden: „Links auf diese Seite“. Somit ist die Wikipedia wieder aktuell in allen Bereichen! Hinweis: bei Eintragung der Kategorie „Gestorben JAHR“ wird der Missbrauchsfilter 49 ausgelöst, was jedoch nicht schlimm ist. Siehe: Spezial:Missbrauchsfilter/49
Dies ist eine Liste von im Jahr 1793 verstorbenen bekannten Persönlichkeiten. Die Einträge erfolgen innerhalb der einzelnen Daten alphabetisch sortiert. Tiere sind im Nekrolog für Tiere zu finden.

## Januar
| Tag        | Name                                      | Beruf, bekannt als                                                            | Alter | Beleg |
| ---------- | ----------------------------------------- | ----------------------------------------------------------------------------- | ----- | ----- |
| 1. Januar  | Francesco Guardi                          | italienischer Veduten- und Landschaftsmaler des Rokoko                        | 80    |       |
| 2. Januar  | Ludwig Benjamin Martin Schmid             | deutscher evangelischer Geistlicher und Hochschullehrer                       | 55    |       |
| 4. Januar  | Bengt Lidner                              | schwedischer Dichter                                                          | 35    |       |
| 5. Januar  | Elizabeth Griffith                        | irische Schriftstellerin und Schauspielerin                                   | 65    |       |
| 6. Januar  | Nicolas-Germain Léonard                   | französischer Dichter und Romanautor des 18                                   | 48    |       |
| 12. Januar | Johann Wilhelm Chryselius                 | deutscher Baumeister und Architekt                                            |       |       |
| 12. Januar | Friedrich Ludwig von Eyben                | dänischer Diplomat                                                            | 54    |       |
| 14. Januar | Friedrich Bernhard von Prittwitz          | schlesischer Gutsbesitzer                                                     | 72    |       |
| 15. Januar | Johann Matthias Menninger                 | österreichischer Schauspieler und Theaterprinzipal                            |       |       |
| 15. Januar | Anton Pilgram                             | österreichischer Astronom und Meteorologe                                     | 62    |       |
| 16. Januar | Sigmund von Haimhausen                    | bayerischer Jurist und Unternehmer                                            | 84    |       |
| 19. Januar | Louis-Georges-Erasme de Contades          | französischer Heerführer und Marschall von Frankreich                         | 88    |       |
| 19. Januar | Katsukawa Shunshō                         | Meister des japanischen Holzschnitts (Ukiyo-e)                                |       |       |
| 20. Januar | Anton Joseph von Brentano-Cimaroli        | österreichischer Generalmajor, Ritter des Maria-Theresien-Ordens              | 51    |       |
| 20. Januar | Louis-Michel Le Peletier de Saint-Fargeau | Politiker während der Französischen Revolution                                | 32    |       |
| 21. Januar | Jean-Philippe Dutoit-Membrini             | Schweizer evangelischer Mystiker                                              | 71    |       |
| 21. Januar | Ludwig XVI.                               | König von Frankreich (1774–1792)                                              | 38    |       |
| 23. Januar | Gabriel Brizard                           | französischer Parlamentsadvokat, Geschichtsforscher und Schriftsteller        |       |       |
| 28. Januar | Alexandre-César d’Anterroches             | französischer römisch-katholischer Geistlicher und letzter Bischof von Condom | 73    |       |
| 29. Januar | Clemens August von Haxthausen             | königlich-dänischer General der Infanterie                                    | 54    |       |
| 31. Januar | Alois Friedrich von Brühl                 | deutscher Theaterschriftsteller                                               | 53    |       |
| 31. Januar | Viktor Amadeus Henckel von Donnersmarck   | preußischer Generalleutnant und Gouverneur von Königsberg                     | 65    |       |
| 31. Januar | Wilhelm Gottfried von Moser               | deutscher Forst- und Kammerbeamter                                            | 63    |       |

## Februar
| Tag         | Name                                 | Beruf, bekannt als                                                    | Alter | Beleg |
| ----------- | ------------------------------------ | --------------------------------------------------------------------- | ----- | ----- |
| 1. Februar  | William Aiton                        | britischer Botaniker                                                  |       |       |
| 1. Februar  | Jonathan Arnold                      | US-amerikanischer Politiker                                           | 51    |       |
| 2. Februar  | Johann Friedrich Haug                | deutscher Instrumentenbauer                                           | 62    |       |
| 2. Februar  | Samuel Whittemore                    | amerikanischer Bauer und Soldat                                       | 96    |       |
| 6. Februar  | Carlo Goldoni                        | italienischer Komödiendichter                                         | 85    |       |
| 6. Februar  | Josef Wratislaw von Monse            | mährischer Rechtswissenschaftler, Historiker und Hochschullehrer      | 59    |       |
| 9. Februar  | Pascal-Joseph Taskin                 | Cembalobauer                                                          |       |       |
| 12. Februar | August Jacob Liebeskind              | Pastor und Autor                                                      | 34    |       |
| 12. Februar | Franz Friedrich Carl von Parsenow    | Landrat des Anklamschen Kreises in Pommern                            |       |       |
| 13. Februar | Dietrich Eugen Philipp von Bornstedt | preußischer Generalleutnant                                           | 66    |       |
| 13. Februar | Franz Wilhelm Kauhlen                | deutscher Arzt und Chemiker                                           | 43    |       |
| 20. Februar | Franz von Paula Rosalino             | österreichischer katholischer Theologe, Bücherzensor, Bibelübersetzer | 56    |       |
| 22. Februar | Christoph Wilhelm von Boyen          | preußischer Leutnant, Landrat und Landesdirektor                      |       |       |
| 23. Februar | Jacob Friedrich Isenflamm            | deutscher Mediziner und Hochschullehrer                               | 66    |       |
| 26. Februar | Carl Friedrich Wenzel                | deutscher Chemiker                                                    |       |       |

## März
| Tag      | Name                                           | Beruf, bekannt als                                                                             | Alter | Beleg |
| -------- | ---------------------------------------------- | ---------------------------------------------------------------------------------------------- | ----- | ----- |
| 1. März  | Ramón Bayeu                                    | spanischer Maler                                                                               |       |       |
| 1. März  | Abraham Roentgen                               | deutscher Kunstschreiner                                                                       | 82    |       |
| 2. März  | Carl Gustaf Pilo                               | schwedisch-dänischer Porträtmaler                                                              | 81    |       |
| 3. März  | Friedrich August                               | deutscher Landesfürst, Fürst von Anhalt-Zerbst                                                 | 58    |       |
| 4. März  | Louis Jean Marie de Bourbon, duc de Penthièvre | französischer Herzog, Großjägermeister und Großadmiral von Frankreich, Gouverneur der Bretagne | 67    |       |
| 5. März  | Matthijsz Nicolaas Aartman                     | niederländischer Zeichner                                                                      | 79    |       |
| 6. März  | Lorenz Wetter                                  | Schweizer Textilunternehmer und Landammann                                                     | 66    |       |
| 8. März  | Antoine Lebel                                  | französischer Maler, Pastellist und Graveur                                                    |       |       |
| 8. März  | Johann Wilhelm Schröder                        | deutscher Orientalist                                                                          | 66    |       |
| 13. März | Christian Nicolaus Schlichtkrull               | deutscher Jurist und Hochschullehrer                                                           | 56    |       |
| 15. März | Florian Reichssiegel                           | österreichischer Schriftsteller                                                                | 57    |       |
| 17. März | Nicola Conforto                                | italienischer Opern-Komponist                                                                  | 74    |       |
| 17. März | Leopold Hofmann                                | Komponist der Wiener Klassik                                                                   | 54    |       |
| 17. März | Hermann Erich Winkler                          | deutscher evangelischer Geistlicher                                                            | 54    |       |
| 18. März | Karl Abraham von Zedlitz                       | preußischer Minister; 1764 Präsident der Regierung Schlesien                                   | 62    |       |
| 19. März | George de Benneville                           | Mediziner und ein früher Vertreter des nordamerikanischen Universalismus                       | 89    |       |
| 23. März | Johann Heinrich von Helldorff                  | kursächsischer Kammerherr und Domherr in Merseburg                                             | 66    |       |
| 26. März | John Mudge                                     | englischer Arzt und Amateurastronom in Plymouth                                                |       |       |
| 26. März | Joseph Ferdinand Guidobald von Spaur           | pfalz-bayerischer Hofbischof                                                                   | 87    |       |
| 27. März | Franz Xaver Anton von Stubenrauch              | deutscher forst- und wirtschaftswissenschaftlicher Schriftsteller                              | 74    |       |
| 29. März | Egid Valentin Felix von Borié                  | würzburgischer Hof- und Regierungsrat, erzherzoglich-österreichischer Staatsrat                | 73    |       |
| 30. März | Karl Gottlieb von Windisch                     | Gelehrter und Publizist                                                                        | 68    |       |
| 31. März | Johann Balthasar Bullinger                     | Schweizer Porträtmaler, Landschaftsmaler, Kupferstecher und Lehrer                             | 79    |       |
| März     | Jacob Reineggs                                 | Abenteurer und Diplomat                                                                        | 48    |       |

## April
| Tag       | Name                                     | Beruf, bekannt als                                                                                          | Alter | Beleg |
| --------- | ---------------------------------------- | --- | ----- | ----- |
| 1. April  | Ernst Bengel                             | deutscher Superintendent                                                                                    | 58    |       |
| 3. April  | Friedrich Wilhelm von Benecke            | preußischer Regierungspräsident                                                                             | 40    |       |
| 5. April  | Johann Michael Franz                     | deutscher Maler des Barock                                                                                  | 77    |       |
| 4. April  | Margriet van Haeften                     | niederländische Dichterin und Prosaschriftstellerin                                                         | 42    |       |
| 7. April  | Johann Christian Kapp                    | klassischer Philologe                                                                                       | 28    |       |
| 9. April  | Andreas Battier                          | Schweizer evangelischer Geistlicher                                                                         | 35    |       |
| 9. April  | Johann Georg Sturm                       | deutscher Kupferstecher                                                                                     |       |       |
| 9. April  | Ernest Weinrauch                         | deutscher Komponist und Benediktinerpater                                                                   | 62    |       |
| 10. April | Frans Burman                             | niederländischer reformierter Theologe                                                                      | 84    |       |
| 12. April | Hans Arentz                              | norwegischer Richter und politischer Autor                                                                  | 61    |       |
| 13. April | Maria Viktoria Pauline von Arenberg      | Markgräfin von Baden-Baden                                                                                  | 78    |       |
| 13. April | Johann Nepomuk von Edling                | österreichischer Verwaltungsjurist, Administrator der Herrschaft Bischoflack und slowenischer Schulreformer | 45    |       |
| 13. April | Friedrich Karl                           | deutscher Naturaliensammler, Fürst von Schwarzburg-Rudolstadt                                               | 56    |       |
| 14. April | Anton Peter Příchovský von Příchovice    | 21. Erzbischof von Prag                                                                                     | 85    |       |
| 17. April | Philipp Damian von Hoensbroech           | katholischer Bischof von Roermond, Domherr in Speyer                                                        | 69    |       |
| 17. April | Ernst Silvius von Sack                   | preußischer Landrat                                                                                         | 82    |       |
| 18. April | Franz Xaver Christoph                    | österreichischer Orgelbauer                                                                                 |       |       |
| 18. April | Franz Plazid de Schumacher im Himmelrich | Schweizer Naturwissenschaftler und Staatsmann                                                               | 67    |       |
| 20. April | Karl Christoph Hofacker                  | deutscher Rechtswissenschaftler und Hochschullehrer                                                         | 44    |       |
| 21. April | John Michell                             | englischer Naturphilosoph und Geologe                                                                       | 68    |       |
| 29. April | Ezechiel Landau                          | jüdischer Rechtslehrer und Oberrabbiner in Prag                                                             | 79    |       |
| 29. April | John Webber                              | englischer Maler schweizerischer Herkunft                                                                   | 41    |       |
| April     | Johann Jakob von Wylre                   | Bürgermeister der Reichsstadt Aachen                                                                        |       |       |

## Mai
| Tag     | Name                                   | Beruf, bekannt als                                                           | Alter | Beleg |
| ------- | -------------------------------------- | ---------------------------------------------------------------------------- | ----- | ----- |
| 1. Mai  | Johann Gerhard Reinhard Andreae        | Naturforscher, Chemiker und Hofapotheker in Hannover                         |       |       |
| 1. Mai  | Joseph Moretti                         | Architekt und Barockbaumeister                                               |       |       |
| 6. Mai  | Jean-Michel Huon de Kermadec           | französischer Seefahrer und Entdecker                                        |       |       |
| 7. Mai  | Pietro Nardini                         | italienischer Violinist und Komponist der Vorklassik                         | 71    |       |
| 7. Mai  | Johan Zoutman                          | niederländischer Vizeadmiral                                                 | 68    |       |
| 9. Mai  | Auguste Marie Henri Picot de Dampierre | französischer Generalleutnant                                                | 36    |       |
| 10. Mai | Arvid Faxe                             | schwedischer Mediziner, Autor und Erfinder                                   | 59    |       |
| 11. Mai | Carl Gottfried von Thile               | preußischer Geheimer Kriegsrat und Steuerexperte                             |       |       |
| 13. Mai | Martin Gerbert                         | deutscher Benediktiner, Theologe, Musikwissenschaftler                       | 72    |       |
| 15. Mai | Peter Adolf Hall                       | schwedischer Miniaturmaler                                                   | 54    |       |
| 15. Mai | Étienne Marchand                       | französischer Kapitän, Kaufmann und Weltumsegler                             |       |       |
| 17. Mai | Nicolas Raguenet                       | französischer Landschaftsmaler (Stadtansichten von Paris)                    |       |       |
| 18. Mai | Timur Schah Durrani                    | paschtunischer König                                                         |       |       |
| 18. Mai | Johann Gottfried Reyger                | letzter Bürgermeister der Freien Stadtrepublik Danzig                        | 68    |       |
| 19. Mai | Jean Eric Rehn                         | schwedischer Designer, Architekt, Künstler                                   | 76    |       |
| 20. Mai | Charles Bonnet                         | Schweizer Naturwissenschaftler, Philosoph und Anwalt                         | 73    |       |
| 21. Mai | Charles-Juste de Beauvau               | Marschall von Frankreich                                                     | 72    |       |
| 23. Mai | William Hudson                         | britischer Botaniker und Mykologe                                            |       |       |
| 24. Mai | Eduard d’Alton                         | irischer General in kaiserlichen Diensten                                    |       |       |
| 26. Mai | Josef Martin Lengauer                  | österreichischer Bildhauer                                                   |       |       |
| 26. Mai | Eliza Lucas Pinckney                   | amerikanische Pflanzerin                                                     | 70    |       |
| 26. Mai | Johann Ernst von Voß                   | preußischer Diplomat, Magdeburger Regierungspräsident und Hofbeamter         | 67    |       |
| 27. Mai | Nonnosus Brand                         | bayerischer Komponist, Organist und Musikpädagoge                            | 37    |       |
| 28. Mai | Anton Friedrich Büsching               | deutscher Geograph                                                           | 68    |       |
| 31. Mai | Leopold Trulley                        | österreichischer römisch-katholischer Ordenspriester, Propst von St. Florian | 60    |       |

## Juni
| Tag      | Name                               | Beruf, bekannt als                                                            | Alter | Beleg |
| -------- | ---------------------------------- | ----------------------------------------------------------------------------- | ----- | ----- |
| 3. Juni  | Johann Ludwig Spörl                | deutscher evangelischer Theologe                                              | 61    |       |
| 4. Juni  | Joachim Bernhard von Prittwitz     | preußischer General der Kavallerie, Retter Friedrichs des Großen (Kunersdorf) | 67    |       |
| 6. Juni  | Siegismund Justus Ehrhardt         | deutscher Kirchenhistoriker                                                   | 60    |       |
| 7. Juni  | Vitaliano Borromeo                 | Kardinal der römisch-katholischen Kirche                                      | 73    |       |
| 9. Juni  | Melchior Abraham von Dyhrn         | preußischer Landrat                                                           | 77    |       |
| 10. Juni | Louis Augustin d’Affry             | Generalleutnant in französischen Diensten, Oberst der Schweizergarde          | 80    |       |
| 11. Juni | William Robertson                  | schottischer Historiker und Rektor der University of Edinburgh                | 71    |       |
| 13. Juni | Jean-Baptiste Meusnier de la Place | französischer Mathematiker und General                                        | 38    |       |
| 14. Juni | Johann Ludwig von Eckartsberg      | preußischer Generalmajor, Regimentschef                                       | 70    |       |
| 16. Juni | Johann Martin Hehn                 | deutsch-estnischer Geistlicher und Prosaschriftsteller                        | 49    |       |
| 19. Juni | Heinrich Benedikt Fleischbein      | katholischer Priester und Theologe, Hochschullehrer in Heidelberg             | 45    |       |
| 20. Juni | John Rawdon, 1. Earl of Moira      | irischer Adliger                                                              | 73    |       |
| 26. Juni | Karl Philipp Moritz                | deutscher Schriftsteller der Frühromantik                                     | 36    |       |
| 26. Juni | Gilbert White                      | englischer Pfarrer, Naturforscher und Ornithologe                             | 72    |       |
| 27. Juni | Johann August Ephraim Goeze        | deutscher Pastor und Zoologe                                                  | 62    |       |
| 28. Juni | Bernhard August Gärtner            | deutscher Verwaltungsjurist und Regierungsbeamter                             | 73    |       |
| 28. Juni | Otto Balthasar von Thun            | königlich-preußischer Generalleutnant                                         | 71    |       |
| 30. Juni | Adolf Friedrich von Olthof         | schwedisch-pommerscher Regierungsrat und Kunstmäzen                           | 74    |       |

## Juli
| Tag      | Name                         | Beruf, bekannt als                                                                                             | Alter | Beleg |
| -------- | ---------------------------- | --- | ----- | ----- |
| 2. Juli  | David Klaus                  | deutscher Hirte und Philosoph                                                                                  |       |       |
| 4. Juli  | Antoine-Marin Lemierre       | französischer Bühnendichter und Mitglied der Académie française                                                | 60    |       |
| 5. Juli  | Alexander Roslin             | schwedischer Maler                                                                                             | 74    |       |
| 5. Juli  | Peter Anton von Verschaffelt | flämischer Bildhauer und Architekt                                                                             | 83    |       |
| 6. Juli  | Joseph Agricol Viala         | französischer Nationalgardist                                                                                  | 12    |       |
| 7. Juli  | Maria Antonia von Branconi   | Mätresse Herzog Karl Wilhelm Ferdinands von Braunschweig                                                       | 46    |       |
| 11. Juli | Jacques Cathelineau          | französischer General der Vendéer                                                                              | 34    |       |
| 11. Juli | Peter Salomon von Linger     | preußischer Oberst, Chef der schlesischen Festungsartillerie                                                   |       |       |
| 11. Juli | Johann Leopold Ludwig Schoch | Hofgärtner in Wörlitz, Gartendirektor und Gartenkünstler                                                       | 64    |       |
| 12. Juli | Johann Stuve                 | philanthropischer Schriftsteller und Pädagoge                                                                  | 40    |       |
| 13. Juli | Friedrich Adolph Kritzinger  | deutscher Autor, Buchhändler, Verleger und Antiquar                                                            | 66    |       |
| 13. Juli | Jean Paul Marat              | französischer Arzt, Naturwissenschaftler, Autor, Verleger und Journalist                                       | 50    |       |
| 17. Juli | Joseph Chalier               | französischer Jakobiner                                                                                        |       |       |
| 17. Juli | Charlotte Corday             | französische Adlige und Attentäterin                                                                           | 24    |       |
| 18. Juli | Johann Michael Boeck         | Schauspieler                                                                                                   |       |       |
| 19. Juli | Stanisław Lubomirski         | polnischer Woiwode                                                                                             |       |       |
| 20. Juli | Joseph Bruny d’Entrecasteaux | französischer Seefahrer und Entdecker                                                                          | 55    |       |
| 23. Juli | Roger Sherman                | US-amerikanischer Anwalt und Politiker sowie Mitverfasser der Unabhängigkeitserklärung der Vereinigten Staaten | 72    |       |
| 24. Juli | William Moore                | US-amerikanischer Politiker                                                                                    |       |       |
| 26. Juli | Alessandro Besozzi           | italienischer Oboist und Komponist                                                                             | 91    |       |
| 26. Juli | Heinrich Gulden              | deutscher Theologe                                                                                             | 63    |       |
| 28. Juli | Hayashi Shihei               | japanischer Samurai und Gelehrter                                                                              | 54    |       |
| 29. Juli | Johann Peter Ahlers          | Forstmeister in der Grafschaft Oldenburg                                                                       | 69    |       |

## August
| Tag        | Name                                   | Beruf, bekannt als                                         | Alter | Beleg |
| ---------- | -------------------------------------- | ---------------------------------------------------------- | ----- | ----- |
| 8. August  | Rupert von Neuenstein                  | Fürstabt im Fürststift Kempten (1785–1793)                 | 57    |       |
| 9. August  | Gottlieb Müller                        | deutscher evangelischer Theologe                           | 72    |       |
| 10. August | Daniel Rolander                        | schwedischer Naturkundler                                  |       |       |
| 10. August | Christian Jacob Freiherr von Zwierlein | deutscher Jurist am Reichskammergericht zu Wetzlar         | 55    |       |
| 12. August | Hendrik Albert Schultens               | deutscher Orientalist                                      | 44    |       |
| 13. August | Johann Wilhelm von der Goltz           | preußischer Generalmajor, Chef des Husaren-Regiments Nr. 8 | 56    |       |
| 17. August | Henri-Joseph Dulaurens                 | französischer Abbé, Schriftsteller und Philosoph           |       |       |
| 18. August | Joachim van Plettenberg                | niederländischer Gouverneur der Kapkolonie                 | 54    |       |
| 19. August | Paulus Mako                            | ungarischer Jesuit und Hochschullehrer                     | 69    |       |
| 22. August | Louis de Noailles                      | Marschall von Frankreich                                   | 80    |       |
| 25. August | Johann Christian Wernsdorf I.          | deutscher Schriftsteller; Dichter und Rhetoriker           | 69    |       |
| 28. August | Adam-Philippe de Custine               | französischer General                                      | 53    |       |
| 29. August | François Rozier                        | französischer Botaniker und Agrarwissenschaftler           | 59    |       |

## September
| Tag           | Name                                                       | Beruf, bekannt als                                                                       | Alter | Beleg |
| ------------- | ---------------------------------------------------------- | ---------------------------------------------------------------------------------------- | ----- | ----- |
| 1. September  | Wilhelm Ernst Christiani                                   | deutscher Theologe und Historiker                                                        | 62    |       |
| 1. September  | Johann Friedrich von Tröltsch                              | deutscher Jurist                                                                         | 65    |       |
| 2. September  | William Hill Brown                                         | amerikanischer Schriftsteller                                                            | 27    |       |
| 3. September  | Konstanzer Hans                                            | Räuber in Württemberg                                                                    | 34    |       |
| 3. September  | Claude-Adrien Nonnotte                                     | französischer Literaturpolemiker, Jesuit und Schriftsteller                              | 82    |       |
| 5. September  | Carl Friedrich Hatzfeldt zu Gleichen                       | österreichischer Staatsmann                                                              | 74    |       |
| 6. September  | Friedrich Ferdinand Konstantin von Sachsen-Weimar-Eisenach | sächsischer Generalmajor                                                                 | 34    |       |
| 9. September  | Peter Perez Burdett                                        | englischer Kartograph, Geodät, Zeichner, Radierer, Kupferstecher und Ingenieur           |       |       |
| 9. September  | Wolfgang Ferdinand von Dörnberg                            | preußischer Justizminister                                                               | 69    |       |
| 9. September  | Samuel Benjamin Reichel                                    | deutscher Theologe und Gymnasiallehrer                                                   | 77    |       |
| 10. September | Johann Friedrich von Cochenhausen                          | deutscher Adeliger und Militär                                                           | 65    |       |
| 11. September | Johann d’Arnal                                             | französischer Ingenieur-Oberst, Maria Theresien Ordensritter                             |       |       |
| 11. September | Nicolaas Laurens Burman                                    | niederländischer Botaniker                                                               | 58    |       |
| 11. September | Gottfried Diprand von Reibnitz                             | preußischer Land-, Kriegs- und Domänenrat                                                | 63    |       |
| 12. September | Johann Rudolf Füssli                                       | Schweizer Maler, Kunsthistoriker und Lexikograph                                         | 84    |       |
| 13. September | Georg Friedrich von Wegnern                                | preußischer Offizier, zuletzt Generalmajor                                               | 64    |       |
| 14. September | Heinrich Corrodi                                           | Schweizer evangelischer Theologe und Pädagoge                                            | 41    |       |
| 16. September | Josef Jäger                                                | österreichischer Baumeister                                                              |       |       |
| 16. September | Johann Adolf Schlegel                                      | deutscher Dichter und Geistlicher                                                        | 71    |       |
| 17. September | George Handley                                             | Gouverneur von Georgia                                                                   | 41    |       |
| 19. September | Dmitri Michailowitsch Golizyn                              | russischer Diplomat                                                                      | 72    |       |
| 19. September | Nicolaus Otto von Wickede                                  | deutscher Verwaltungsjurist und mecklenburg-strelitzischer Drost im Fürstentum Ratzeburg | 35    |       |
| 20. September | Therese Bodenburg                                          | österreichische Theaterschauspielerin                                                    |       |       |
| 20. September | Fletcher Christian                                         | britischer Seemann                                                                       | 28    |       |
| 20. September | Isaac Martin                                               | britischer Seemann, Meuterer                                                             |       |       |
| 20. September | John Mills                                                 | schottischer Seemann                                                                     |       |       |
| 23. September | Christianus Carolus Henricus van der Aa                    | niederländischer lutherischer Theologe                                                   | 75    |       |
| 23. September | Johann Ferdinand Seiz                                      | deutscher evangelischer Theologe und Dichter des Pietismus                               | 55    |       |
| 24. September | Alexander Trippel                                          | Schweizer Bildhauer                                                                      | 49    |       |
| 26. September | Hartvig Jochum Müller                                      | dänischer Orgelbauer, Klavierbauer und Kirchenausstatter                                 |       |       |
| 29. September | Jean Baptiste François Bulliard                            | französischer Botaniker und Mediziner                                                    |       |       |
| 30. September | Andrew Adgate                                              | US-amerikanischer Musiker, Musikpädagoge und Chorleiter                                  | 31    |       |

## Oktober
| Tag         | Name                                      | Beruf, bekannt als                                                             | Alter | Beleg |
| ----------- | ----------------------------------------- | ------------------------------------------------------------------------------ | ----- | ----- |
| 4. Oktober  | Samuel Locke                              | deutscher Baumeister                                                           | 83    |       |
| 4. Oktober  | Adam Benedict Spitzner                    | deutscher Hebraist und evangelisch-lutherischer Theologe                       | 76    |       |
| 5. Oktober  | Balthasar Münter                          | deutscher evangelischer Pfarrer, Aufklärer, Hofprediger und Kirchenlieddichter | 58    |       |
| 6. Oktober  | Johann Friedrich Reiffenstein             | deutscher Maler, Antiquar und Kunstagent sowie Cicerone für Reisende           | 73    |       |
| 8. Oktober  | John Hancock                              | amerikanischer Kaufmann und Politiker                                          | 56    |       |
| 8. Oktober  | Jonathan Dickinson Sergeant               | US-amerikanischer Politiker                                                    |       |       |
| 9. Oktober  | Joseph-Marie Amiot                        | französischer Jesuit und Chinareisender                                        | 75    |       |
| 13. Oktober | Franz Conrad Linck                        | deutscher Bildhauer                                                            | 62    |       |
| 16. Oktober | John Hunter                               | britischer Anatom und Begründer der wissenschaftlichen Chirurgie               |       |       |
| 16. Oktober | Marie-Antoinette                          | Königin von Frankreich und Navarra                                             | 37    |       |
| 17. Oktober | Charles de Bonchamps                      | französischer Revolutionsgegner                                                | 33    |       |
| 18. Oktober | John Wilson                               | britischer Mathematiker                                                        | 52    |       |
| 21. Oktober | Johann Ernst Hartmann                     | deutsch-dänischer Musiker und Komponist                                        | 66    |       |
| 22. Oktober | Joachim Tanck                             | Jurist und Bürgermeister der Hansestadt Lübeck                                 |       |       |
| 24. Oktober | Carl Eugen                                | Herzog von Württemberg                                                         | 65    |       |
| 26. Oktober | Johann Jakob Spieler                      | deutscher Kirchenmaler                                                         | 52    |       |
| 31. Oktober | Jean-Baptiste Boyer-Fonfrède              | französischer girondistischer Politiker                                        |       |       |
| 31. Oktober | Jacques Pierre Brissot                    | französischer Revolutionär                                                     | 39    |       |
| 31. Oktober | Claude Fauchet                            | Bischof und Abgeordneter während der französischen Revolution                  | 49    |       |
| 31. Oktober | Armand Gensonné                           | französischer Politiker während der Französischen Revolution                   | 35    |       |
| 31. Oktober | James Mercer                              | US-amerikanischer Jurist und Politiker                                         | 57    |       |
| 31. Oktober | Franz Dionys von Rost                     | Bischof von Chur                                                               | 77    |       |
| 31. Oktober | Charles-Alexis Brûlart de Sillery         | Maréchal de camp                                                               | 56    |       |
| 31. Oktober | Pierre Vergniaud                          | französischer Führer der Girondisten in der Französischen Revolution           | 40    |       |
| Oktober     | George Samuel Browne, 8. Viscount Montagu | englischer Tourist und Extremsportler                                          | 24    |       |

## November
| Tag          | Name                                                | Beruf, bekannt als                                                                       | Alter | Beleg |
| ------------ | --------------------------------------------------- | ---------------------------------------------------------------------------------------- | ----- | ----- |
| 1. November  | George Gordon                                       | britischer Politiker                                                                     | 41    |       |
| 3. November  | Olympe de Gouges                                    | französische Revolutionärin und Frauenrechtlerin                                         | 45    |       |
| 4. November  | Louis de Salgues de Lescure                         | französischer Anführer in der Französischen Revolution                                   | 27    |       |
| 4. November  | Adam Lux                                            | deutscher Revolutionär                                                                   | 27    |       |
| 6. November  | Louis-Philippe II. Joseph de Bourbon, duc d’Orléans | Sohn von Herzog Ludwig Philipp I. von Orléans und von Louise Henriette von Bourbon-Conti | 46    |       |
| 6. November  | Johann Wilhelm Schöler                              | deutscher Orgelbauer                                                                     |       |       |
| 7. November  | Per Krafft der Ältere                               | schwedischer Maler                                                                       | 69    |       |
| 8. November  | Madame Roland                                       | französische Revolutionärin                                                              | 39    |       |
| 10. November | Jean-Marie Roland de La Platière                    | französischer Revolutionär                                                               | 59    |       |
| 11. November | Jean Léchelle                                       | französischer Général de division der französischen Revolutionsarmee                     | 33    |       |
| 12. November | Jean-Sylvain Bailly                                 | französischer Astronom und erster Bürgermeister von Paris                                | 57    |       |
| 13. November | Dietrich von Keyserling                             | kurländischer Kanzler und General                                                        | 80    |       |
| 15. November | Gaspard Jean-Baptiste de Brunet                     | französischer General                                                                    | 59    |       |
| 15. November | Karl Friedrich Benjamin von Fröden                  | Gründer der sächsischen Artillerieschule                                                 | 67    |       |
| 16. November | Christoph Ludwig Goddäus                            | Bürgermeister von Kassel                                                                 | 70    |       |
| 17. November | Jean-Nicolas Houchard                               | französischer Revolutionsgeneral                                                         | 55    |       |
| 17. November | Friedrich Ferdinand von Strantz                     | preußischer Offizier                                                                     | 52    |       |
| 19. November | Maximiliane von La Roche                            | Tochter der Schriftstellerin Sophie von La Roche und eine Jugendfreundin Goethes         | 37    |       |
| 21. November | Joseph Götsch                                       | deutscher Bildhauer                                                                      | 65    |       |
| 24. November | Johann Matthäus Schmahl                             | deutscher Klavier- und Orgelbauer in Ulm                                                 | 59    |       |
| 27. November | Johann Philipp Bethmann                             | deutscher Kaufmann und Bankier                                                           | 77    |       |
| 29. November | Antoine Barnave                                     | französischer Politiker während der Französischen Revolution                             | 32    |       |
| 30. November | Heinrich Wilhelm von Lettow                         | preußischer Generalmajor                                                                 | 78    |       |

## Dezember
| Tag          | Name                                                         | Beruf, bekannt als                                                                       | Alter | Beleg |
| ------------ | ------------------------------------------------------------ | ---------------------------------------------------------------------------------------- | ----- | ----- |
| 1. Dezember  | Gandolf Ernst Graf Kuenberg                                  | Bischof von Lavant von 1790 bis 1793                                                     | 56    |       |
| 4. Dezember  | Marcantonio Colonna                                          | italienischer Kardinal                                                                   | 69    |       |
| 4. Dezember  | Armand de Kersaint                                           | französischer Seeoffizier und Politiker                                                  | 51    |       |
| 4. Dezember  | Franc Jožef Mikolič                                          | Weihbischof in Laibach                                                                   | 54    |       |
| 4. Dezember  | Heinrich Ludwig von Schimmelmann                             | Generalgouverneur von Dänisch-Westindien                                                 | 50    |       |
| 5. Dezember  | Henriette Amalie von Anhalt-Dessau                           | Tochter des Fürsten Leopold I. von Anhalt-Dessau                                         | 72    |       |
| 5. Dezember  | Jean-Paul Rabaut Saint-Étienne                               | Politiker in der Französischen Revolution                                                | 50    |       |
| 6. Dezember  | Wilhelm Freiherr von Edelsheim                               | badischer Diplomat und Politiker                                                         | 56    |       |
| 7. Dezember  | Cerf Beer                                                    | Bankier, Hoffaktor, Philanthrop                                                          |       |       |
| 8. Dezember  | Marie-Jeanne Bécu, comtesse du Barry                         | Mätresse Ludwigs XV.                                                                     | 50    |       |
| 8. Dezember  | Étienne Clavière                                             | französischer Bankier und Politiker                                                      | 58    |       |
| 9. Dezember  | Yolande Martine Gabrielle de Polastron, duchesse de Polignac | französische Hofdame, Vertraute der Königin Marie-Antoinette                             | 44    |       |
| 10. Dezember | Karl Theophil Döbbelin                                       | deutscher Theaterdirektor und Schauspieler                                               | 66    |       |
| 10. Dezember | Johann Adolph von Nassau-Usingen                             | Graf zu Saarbrücken und Saarwerden, französischer und königlich preußischer Generalmajor | 53    |       |
| 13. Dezember | Johann Joachim Christoph Bode                                | deutscher Übersetzer                                                                     | 63    |       |
| 13. Dezember | Louis Marie Florent du Châtelet                              | französischer Offizier, zuletzt Generalleutnant und Diplomat                             | 66    |       |
| 15. Dezember | Heinrich Ernst Edler von der Planitz                         | preußischer Generalmajor, Kommandeur des Infanterieregiments Nr. 12                      |       |       |
| 15. Dezember | Webb Seymour, 10. Duke of Somerset                           | britischer Peer und Politiker                                                            | 75    |       |
| 15. Dezember | Franz Georg Ernst von Sturmfeder                             | kurpfälzischer Adeliger und Hofbeamter                                                   | 66    |       |
| 17. Dezember | Appiano Buonafede                                            | italienischer Philosoph, Theologe und Schriftsteller                                     | 77    |       |
| 20. Dezember | Joseph Legros                                                | klassischer Opernsänger und Komponist                                                    | 54    |       |
| 21. Dezember | Jean-Antoine Grangeneuve                                     | französischer Jurist und Politiker der Französischen Revolution                          | 42    |       |
| 21. Dezember | Maria Franziska Hortensia Segesser von Brunegg               | Schweizer Äbtissin                                                                       | 70    |       |
| 24. Dezember | Daniel Filtsch                                               | siebenbürgischer evangelischer Geistlicher und Autor                                     | 63    |       |
| 24. Dezember | Johann Christian Koppe                                       | deutscher Bürgermeister                                                                  | 79    |       |
| 26. Dezember | François Cornelis van Aerssen van Sommelsdijk                | niederländischer Militär und Anteilhaber an der Sozietät von Suriname                    | 68    |       |
| 27. Dezember | Wenzeslaus Christoph von Lehwaldt                            | preußischer Generalleutnant und Chef des Infanterie-Regiments. Nr. 43.                   | 76    |       |
| 29. Dezember | Friedrich von Dietrich                                       | Maire von Straßburg                                                                      | 45    |       |
| 31. Dezember | Armand-Louis de Gontaut, duc de Biron                        | französischer General                                                                    | 46    |       |
| 31. Dezember | Johann Friedrich Plessing                                    | deutscher lutherischer Theologe und Geistlicher                                          | 73    |       |
| 00. Dezember | Noël Martin Joseph de Necker                                 | deutscher Arzt und Botaniker französischer Abstammung                                    | 63    |       |

## Datum unbekannt
| Tag | Name                                      | Beruf, bekannt als                                                      | Alter | Beleg |
| --- | ----------------------------------------- | ----------------------------------------------------------------------- | ----- | ----- |
|     | Josaphat Bastašić                         | kroatischer Geistlicher, Bischof von Križevci                           |       |       |
|     | Karl August von Blomberg                  | königlich preußischer Oberst, Kommandeur des Infanterie-Regiments Nr. 4 |       |       |
|     | Louis-Marin Bonnet                        | französischer, Maler und Grafiker                                       |       |       |
|     | Nicolas-Joseph Chartrain                  | belgischer Violinist und Komponist der klassischen Epoche               |       |       |
|     | Franz Xaver Clavel                        | deutscher Beamter                                                       |       |       |
|     | Joseph Deibel                             | Holzbildhauer in Dresden                                                |       |       |
|     | Johann Heinrich Eberts                    | Bankier, Kunsthändler und Kupferstecher                                 |       |       |
|     | Giovanni Battista Ferrandini              | italienischer Maler                                                     |       |       |
|     | Antonio González Velázquez                | spanischer Maler                                                        |       |       |
|     | Hieronymus Holzach                        | Schweizer Maler                                                         |       |       |
|     | Johan Daniel van Hoven                    | Professor der Geschichte und Beredsamkeit in Lingen                     |       |       |
|     | Franz von Paula Kiennast                  | bayerischer Mundartdichter                                              |       |       |
|     | Francisco-Antonio de Lacy y Witte         | spanischer General und Botschafter                                      |       |       |
|     | Behrendt Friedrich August von der Marwitz | Hofmarschall von Friedrich Wilhelm II.                                  |       |       |
|     | Johann Heinrich Offermann                 | österreichischer Unternehmer                                            |       |       |
|     | Johann Hermann Franz von Pape             | deutscher Jurist                                                        |       |       |
|     | Juda Pinhas                               | deutscher Miniaturmaler                                                 |       |       |
|     | Carl Magnus von Rheingrafenstein          | Regent der Rheingrafschaft Gaugrehweiler                                |       |       |
|     | Giuseppe Sanmartino                       | neapolitanischer Bildhauer                                              |       |       |
|     | Georg August von Schönfeld                | preußischer Generalleutnant, Chef des Infanterieregiments Nr. 30        |       |       |
|     | Shiba Zenkō                               | japanischer Schriftsteller und Schauspieler                             |       |       |
|     | John Swann                                | US-amerikanischer Politiker                                             |       |       |
|     | Yongdzin Pandita Yeshe Gyeltshen          | Geistlicher und Autor der Gelug-Schule des tibetischen Buddhismus       |       |       |